# Szentpéterfa
Szentpéterfa (deutsch Prostrum, kroatisch Petrovo Selo) ist eine ungarische Gemeinde im Kreis Szombathely im Komitat Vas. Ungefähr achtzig Prozent der Bewohner zählen zur Volksgruppe der Kroaten.

## Geografische Lage
Szentpéterfa liegt im westlichen Teil Ungarns unmittelbar an der Grenze zu Österreich, 18,5 Kilometer südwestlich der Kreisstadt und des Komitatssitzes Szombathely und 13 Kilometer nordwestlich der Stadt Körmend am Ufer des Flusses Pinka. Nachbargemeinden sind Ják und Nagykölked. Jenseits der Grenze liegen die burgenländischen Orte Eberau und Gaas.

## Geschichte
Der Ort ist schon in der Römerzeit bewohnt. Im ersten schriftlichen Dokument im Jahre 1221 wird er als Ecclesia S. Petri erwähnt.
Im Jahr 1913 gab es in der damaligen Kleingemeinde Szentpéterfa 211 Häuser und 1481 Einwohner auf einer Fläche von 4688 Katastraljochen. Sie gehörte zu dieser Zeit zum Bezirk Szombathely im Komitat Vas.
Das Dorf kam im Herbst 1921 gemäß den Verträgen von Saint-Germain und Trianon mit großen Teilen Deutsch-Westungarns (Burgenland) zu Österreich, wurde aber 1923 auf Vorschlag der Burgenländischen Landesregierung im Tausch gegen die Dörfer Rattersdorf und Liebing bei Güns (Kőszeg) an Ungarn rückgegliedert (siehe dazu: Volksabstimmung 1921 im Burgenland#Festlegung der Grenze 1922/23). Seine nördlich und südlich angrenzenden Nachbargemeinden im unteren Pinkatal (dem Pinkaboden), Eberau und Moschendorf, blieben bei Österreich.
Da die Dörfer des Pinkabodens traditionell ihre Weinberge auf den westlichen Anhöhen haben, befindet sich der Prostrumer Weinberg seit 1921 auf österreichischem Staatsgebiet und verwilderte zur Zeit des Eisernen Vorhangs teilweise.

## Gemeindepartnerschaften
Die Marktgemeinde Güttenbach im Burgenland, Österreich, ist die Partnergemeinde von Szentpéterfa.

## Persönlichkeiten
- Stefan Geosits (1927–2022), burgenlandkroatischer Übersetzer, Schriftsteller und katholischer Priester

## Sehenswürdigkeiten
- Denkmal Glóbusz, erschaffen von Roger Loyson
- Kreuzweg mit 14 Stationen mit Mosaikbildern, erschaffen von Tibor T. Takács
- Kruzifix (Amerikás kereszt) aus dem Jahr 1905
- Römisch-katholische Kirche Szent Péter és Pál apostolok, ursprünglich im 14. Jahrhundert erbaut, im 18. Jahrhundert im barocken Stil umgebaut
- Römisch-katholische Kapelle Szent István király, ursprünglich erbaut im 14. Jahrhundert, nach der Zerstörung durch einen Brand 1752 neu aufgebaut
- Weltkriegsdenkmal

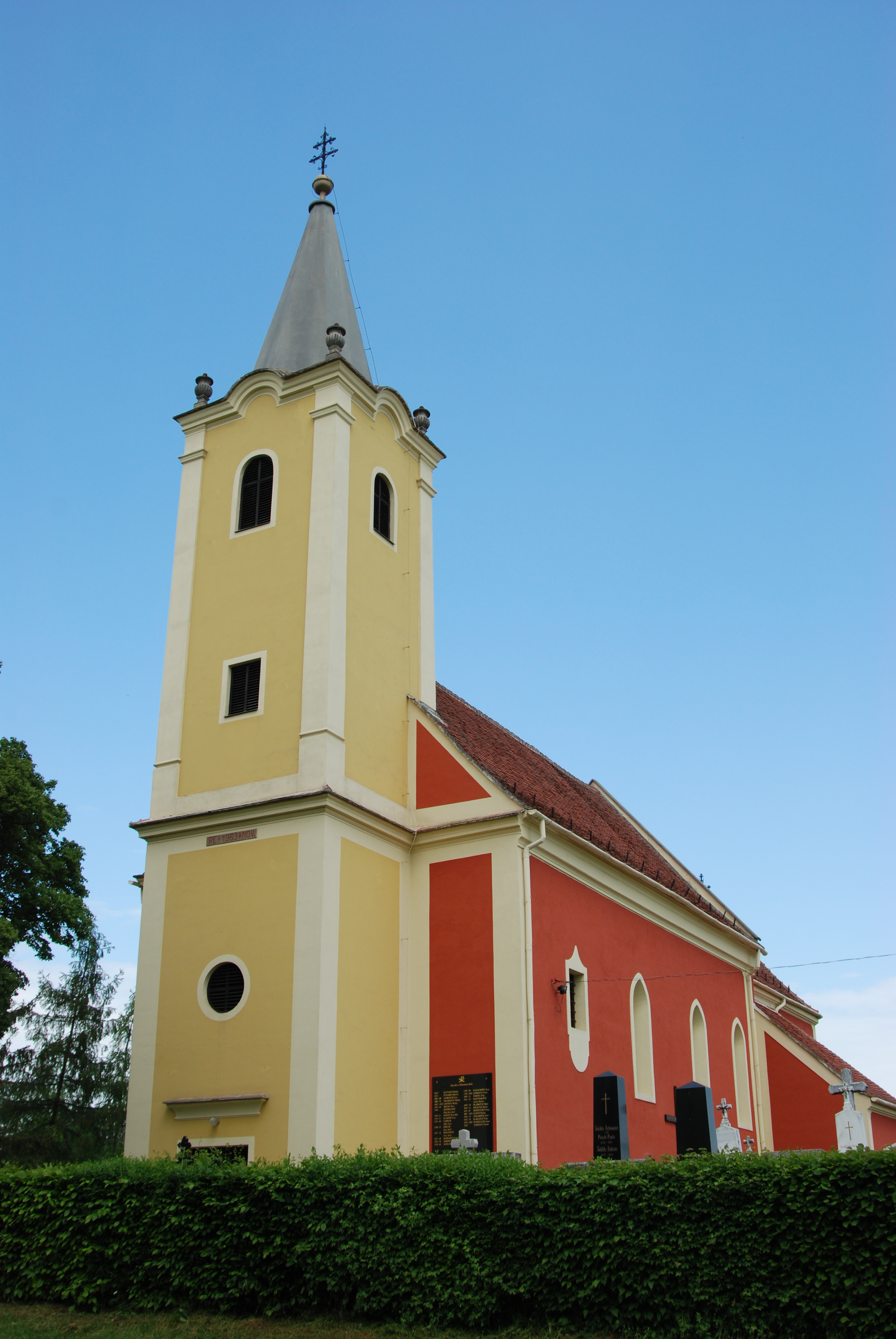
Römisch-katholische Kirche Szent Péter és Pál apostolok
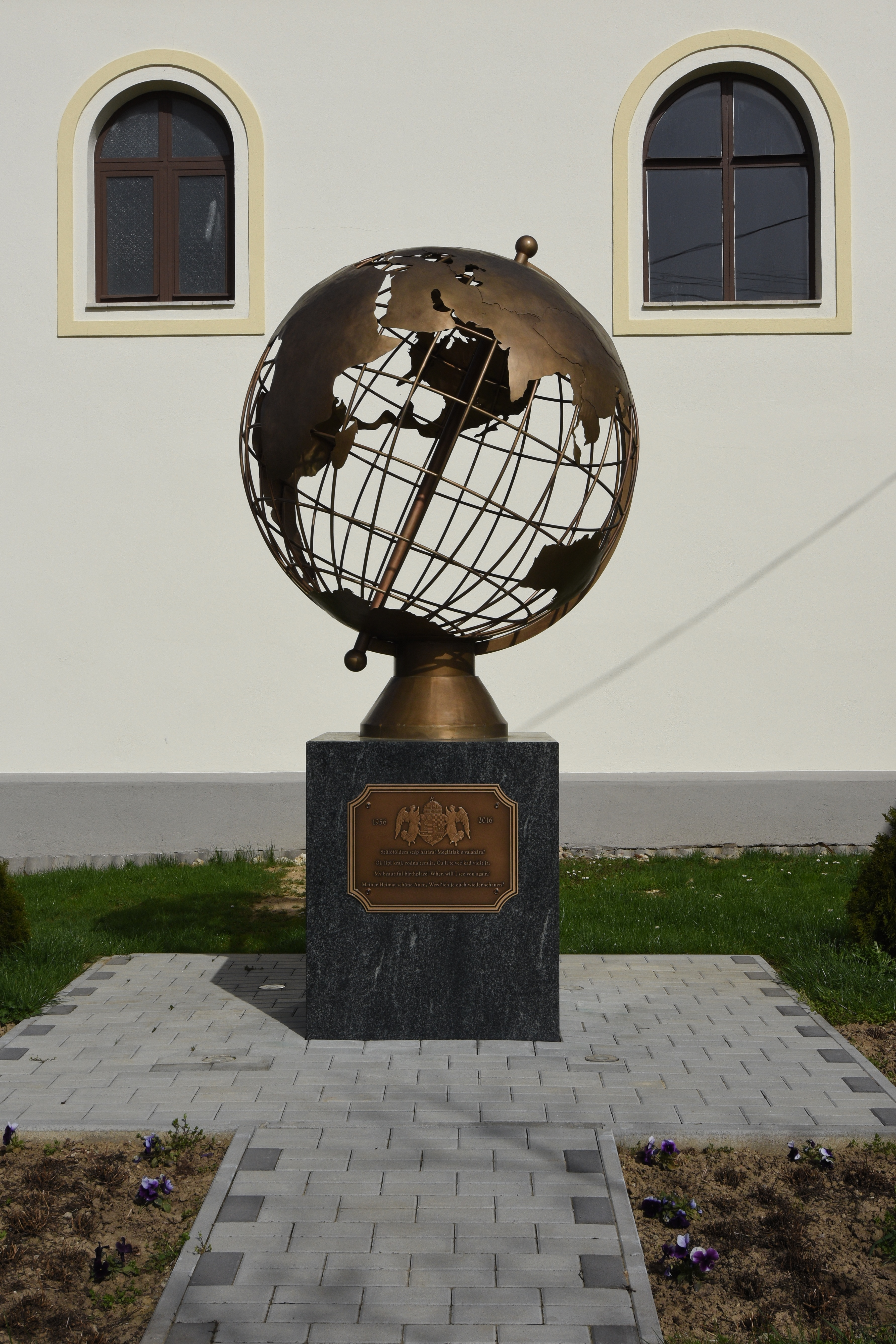
Denkmal Glóbusz (1956–2016)
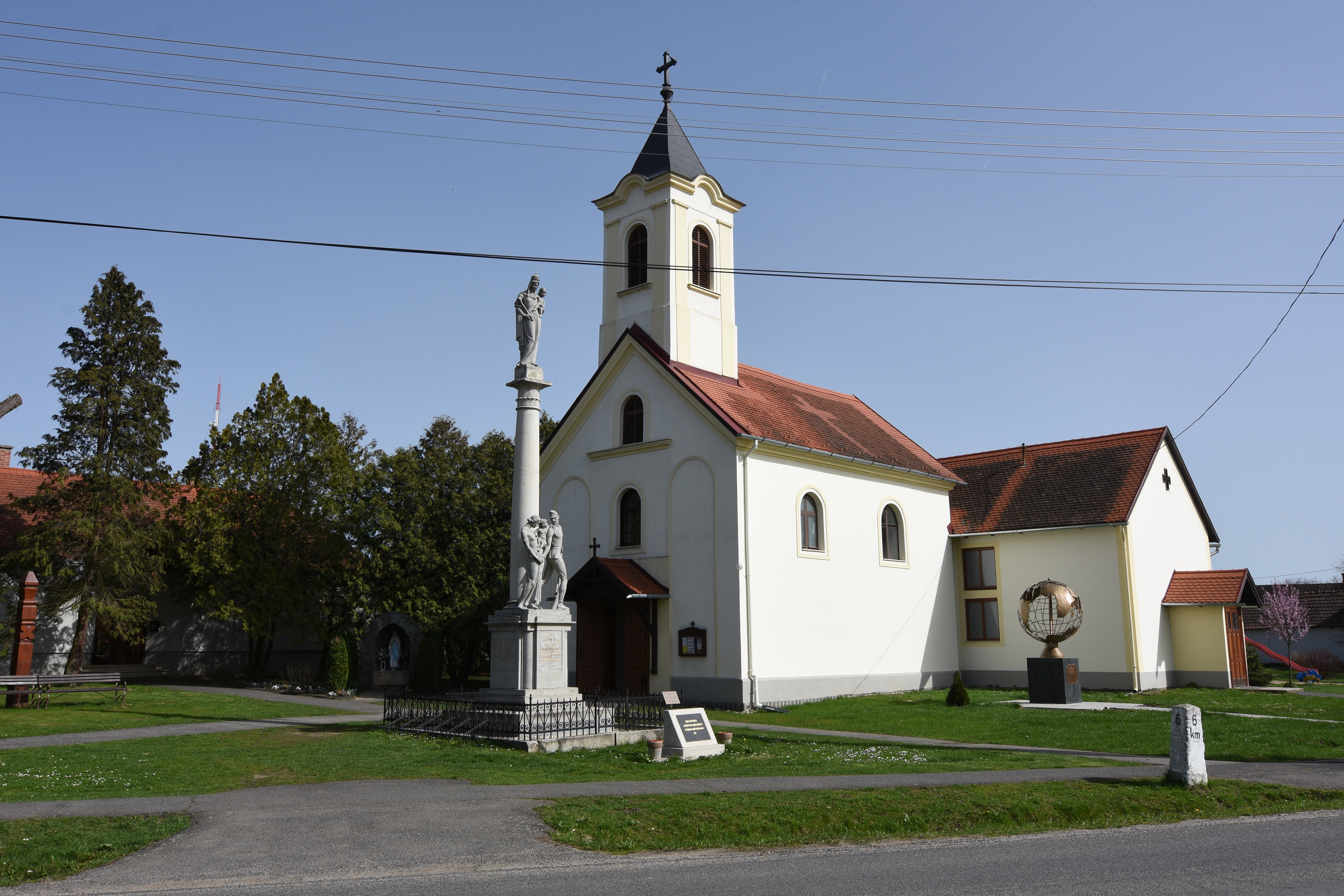
Römisch-katholische Kapelle Szent István király
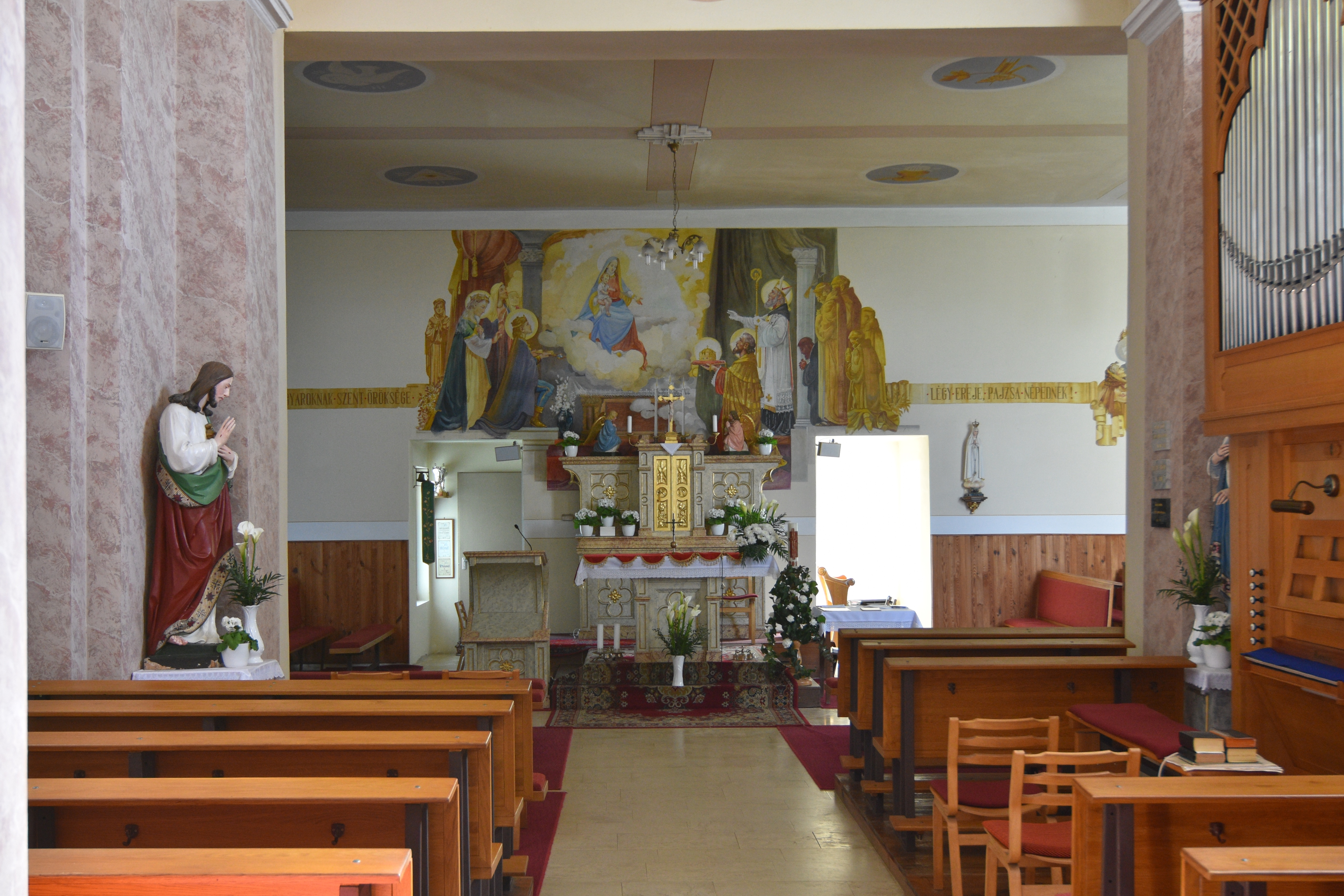
Innenraum der Kapelle
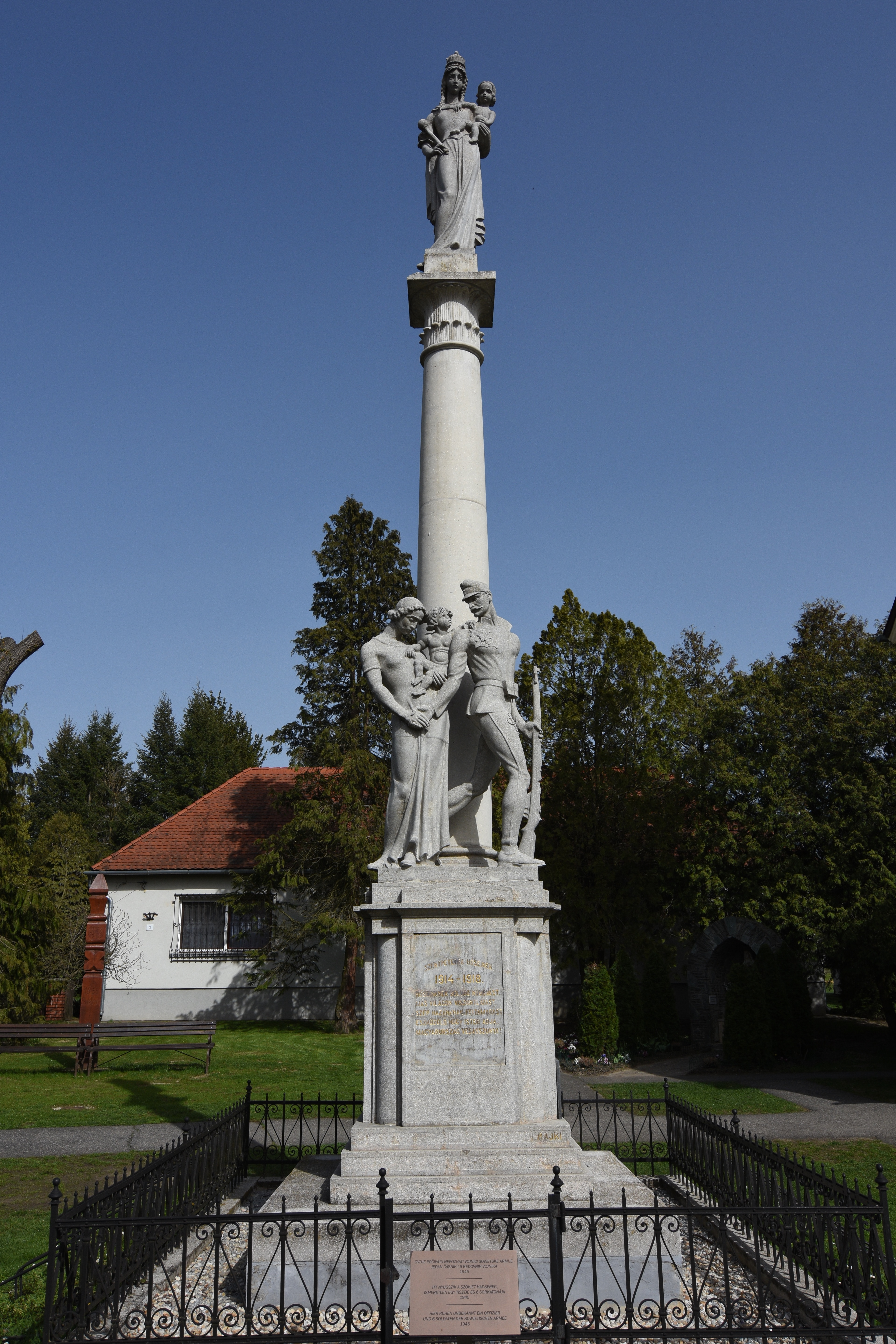
Weltkriegsdenkmal

## Verkehr
Nach Szentpéterfa führt die Landstraße Nr. 8711. Es bestehen Busverbindungen über Ják nach Szombathely. Der nächstgelegene Bahnhof befindet sich gut fünfzehn Kilometer nordöstlich in Ják-Balogunyom.